# Halil Kut
Pour le grand-vizir de Mourad II, voir Çandarlı Halil Hayreddin Pacha.
Halil Paşa ou Halil Kut (1882 - 1957) est un gouverneur régional et un commandant militaire ottoman et turc. Halil Pacha est l'oncle d'Enver Pacha, le ministre de la Guerre de l'Empire ottoman pendant la Première Guerre mondiale, et l'un des principaux organisateurs du génocide arménien et assyrien.
Durant la Première Guerre mondiale, il commanda les forces ottomanes en Mésopotamie. Gouverneur de la province de Bagdad, il était à la tête de la 6e armée turque de 1915 jusqu'à la fin de la guerre.
Il a supervisé le massacre d'hommes, de femmes et d'enfants arméniens à Bitlis, Mouch et Beyazit. Beaucoup de victimes sont enterrées vivantes dans des fosses spécialement préparées à cet effet. Il s'est également rendu en Perse voisine et a massacré les Arméniens, les Assyriens ainsi que la population persane.
Kut prétend dans ses mémoires qu'il a personnellement tué « plus ou moins » 300 000 Arméniens,,. Lors d'une réunion à Erevan à l'été 1918, devant de nombreux Arméniens, Kut déclare : « Je me suis efforcé d'anéantir la nation arménienne jusqu'à la dernière personne »,,.